# Wombourne
Wombourne es una parroquia civil y un pueblo del distrito de South Staffordshire, en el condado de Staffordshire (Inglaterra).

## Geografía
Según la Oficina Nacional de Estadística británica, Wombourne tiene una superficie de 11,84 km².

## Demografía
Según el censo de 2001, Wombourne tenía 13 691 habitantes (49,21% varones, 50,79% mujeres) y una densidad de población de 1156,33 hab/km². El 18,17% eran menores de 16 años, el 74,09% tenían entre 16 y 74, y el 7,74% eran mayores de 74. La media de edad era de 41,73 años. Del total de habitantes con 16 o más años, el 22,26% estaban solteros, el 62,88% casados, y el 14,85% divorciados o viudos.
Según su grupo étnico, el 98,84% de los habitantes eran blancos, el 0,46% mestizos, el 0,48% asiáticos, el 0,05% negros, el 0,11% chinos, y el 0,06% de cualquier otro. La mayor parte (97,94%) eran originarios del Reino Unido. El resto de países europeos englobaban al 0,91% de la población, mientras que el 1,15% había nacido en cualquier otro lugar. El cristianismo era profesado por el 86,08%, el budismo por el 0,05%, el hinduismo por el 0,14%, el judaísmo por el 0,06%, el islam por el 0,05%, el sijismo por el 0,23%, y cualquier otra religión por el 0,12%. El 8,13% no eran religiosos y el 5,14% no marcaron ninguna opción en el censo.
Había 5591 hogares con residentes, 77 vacíos, y 8 eran alojamientos vacacionales o segundas residencias.